# Cascoplecia
Cascoplecia – rodzaj muchówki z grupy Bibionomorpha żyjącej we wczesnej kredzie na obecnych obszarach Azji. Jej skamieniałości odnaleziono w bursztynie na terenie Mjanmy. Cascoplecia osiągała niewielkie rozmiary – długość skrzydła wynosiła około 3,2 mm. Głowa owada była zredukowana, a trzy pary oczu usytuowane na przypominającym róg wyrostku. Cascoplecia miała też wydłużone odnóża, na górnych częściach goleni znajdowały się kolce. Pozostałości pyłku osadzone na śródstopiu muchówki sugerują, iż zapylała ona rośliny okrytonasienne. Skamieniałość Cascoplecia insolitis wykazuje kombinację cech prymitywnych i wyspecjalizowanych – zdaniem George'a Poinara, który ją opisał, jest ona na tyle odmienna od innych znanych wcześniej muchówek, że zdecydował się wyróżnić dla tego gatunku odrębną rodzinę Cascopleciidae. Według Thomasa Pape'a i współpracowników (2011) Cascoplecia jest jednak typowym przedstawicielem leniowatych (Bibionidae) z podrodziny Pleciinae z silnie zmodyfikowanym czułkiem.